# Torneo de Newport 2013
El Campbell's Hall of Fame Tennis Championships 2013 es un torneo de tenis. Pertenece al ATP Tour 2013 en la categoría ATP World Tour 250. El torneo tendrá lugar en la ciudad de Newport, Estados Unidos, desde el 8 de julio hasta el 14 de julio de 2013 sobre césped.

## Cabezas de serie

### Individual
| Tenista                | Ranking | Preclasificada |
| Sam Querrey            | 19      | 1              |
| John Isner             | 21      | 2              |
| Igor Sijsling          | 64      | 3              |
| Lleyton Hewitt         | 70      | 4              |
| Édouard Roger-Vasselin | 71      | 5              |
| Marinko Matosevic      | 72      | 6              |
| Kenny de Schepper      | 80      | 7              |
| Rajeev Ram             | 86      | 8              |

### Dobles
| Tenista                              | Ranking | Preclasificada |
| Bob Bryan Mike Bryan                 | 1       | 1              |
| Santiago González Scott Lipsky       | 45      | 2              |
| Nicolas Mahut Édouard Roger-Vasselin | 76      | 3              |
| James Blake Rajeev Ram               | 140     | 4              |

## Campeones

### Individual Masculino
Nicolas Mahut venció a  Lleyton Hewitt por 5-7, 7-5 y 6-3

### Dobles Masculino
Nicolas Mahut /  Édouard Roger-Vasselin vencieron a  Tim Smyczek /  Rhyne Williams por 6-7(4-7), 6-2, [10-5]